# Gare d'Ōwada
La gare d'Ōwada (大和田駅, Ōwada-eki) est une gare ferroviaire japonaise située à Saitama dans la préfecture de Saitama. Elle est gérée par la compagnie Tōbu.

## Situation ferroviaire
La gare d'Ōwada est située au point kilométrique (PK) 4,0 de la ligne Tōbu Urban Park.
Elle est composée de 2 voies entourées de 2 quais.
C'est une station japonaise de banlieue classique avec un passage à niveau (PN) en sortie de quai.
Les voies en service sont électrifiées sur toute la longueur en 1500V continu.
Par le passé, durant la Seconde Guerre mondiale, pour éviter la destruction du parc de locomotives à vapeur par les bombardements américains, il fut décidé de transférer les engins moteurs dans un dépôt qui se trouvait au droit de l'actuelle école Saitama Shiritsu Osato Junior High School. Une voie de service se branchait au niveau de la gare d'Ōwada. Une seconde voie de service partait vers le sud.

## Histoire
La gare a été inaugurée le 17 novembre 1929 (Showa 4) sur la ligne Tōbu noda. La compagnie s'appelait le chemin de fer d'Hokusō puis chemin de fer de Sobu en novembre de la même année.
En 1940, la ville d'Ōmiya est créée avec la fusion des villages alentour.
À partir de  mars 1944 la Tōbu reprend l'exploitation de la ligne Noda en absorbant la compagnie du chemin de fer Sōbu.
En 2001 Ōmiya fusionne administrativement avec d'autres villes créant la ville de Saitama.
En 2009 (Heisei 21) la mélodie de départ est installée en gare, et la gestion de la station est transférée à une filiale de la Tōbu : la Tōbu station service.
En 2012, une nouvelle signalétique est installée.

## Services aux voyageurs

### Accès et accueil
La gare dispose d'un bâtiment voyageurs, situé sur le coté nord de la gare (dir Funabashi), avec guichet, ouvert tous les jours. L'accès au quai sud (dir Omiya) se fait via une passerelle couverte.
Les quais sont intégralement sous une marquise.
Des parkings vélos et autos sont présents coté nord et sud de la gare.

## Autour de la gare
Le coté nord est composé de maisons individuelles et de quelques commerces de proximité.
Le coté sud est composé de grandes zones résidentielles composées de maisons, avec quelques commerces de petite taille dont les habituels Family mart /7 eleven.
Quelques condos de taille moyenne se trouvent à proximité. Des établissements scolaires sont dans la zone.

### Desserte
La gare d'Ōwada est au niveau du sol et est composée de 2 voies avec 2 quais.
| 1 | TD Ligne Urban Park : | Ōmiya     |
| 2 | TD Ligne Urban Park : | Funabashi |